# Лазукови
Лазуко́ви (рос. Лазуковы) — присілок у складі Афанасьєвського району Кіровської області, Росія. Входить до складу Ічетовкінського сільського поселення.
Населення становить 115 осіб (2010, 107 у 2002).
Національний склад станом на 2002 рік — росіяни 93 %.